# Árpád Pál
Árpád Pál, madžarski rokometaš, * 15. februar 1955, Miskolc.
Leta 1980 je na poletnih olimpijskih igrah v Moskvi v sestavi madžarske rokometne reprezentance osvojil 4. mesto.